# São Tomé e Príncipe portoghese
São Tomé e Príncipe, dal 1951 Provincia d'oltremare di São Tomé e Príncipe, è stata una colonia dell'Impero portoghese dal 1470 al 12 luglio 1975, data in cui ottenne la definitiva indipendenza da Lisbona.

## Storia
L'isola São Tomé venne scoperta dai navigatori portoghesi João de Santarém e Pêro Escobar il 21 dicembre 1470. L'isola, allora disabitata, venne così chiamata perché fu avvistata il giorno di San Tommaso. Il 1º gennaio e il 14 gennaio 1471 i marinai scoprirono anche l'isola Annobón e l'isola Sant'Antonio, ribattezzata poi Príncipe nel 1502 in onore di Alfonso d'Aviz, erede al trono. Nel 1493, sotto la guida di Álvaro Caminha, venne avviato il primo progetto di colonizzazione dell'isola di São Tomé. Sette anni dopo anche l'isola del Principe vide sbarcare i primi pionieri. Gli uomini chiamati a popolare queste terre furono prevalentemente contadini portoghesi, ma anche ebrei, galeotti e orfani. A questi primi coloni presto si aggiunse un gran numero di schiavi prelevati dalle coste dei regni del Benin, di Calabar e del Kongo. I portoghesi infatti avevano pianificato di costruire a São Tomé e Príncipe una serie di redditizie piantagioni saccarifere. A partire dal XV secolo, in virtù della loro posizione geografica, le due isole diventarono non solo rilevanti scali commerciali, ma soprattutto importanti approdi per le navi negriere dirette verso le Americhe.
La fortuna economiche di São Tomé e Príncipe iniziarono a declinare nel primo decennio del XVII secolo, quando la concorrenza delle piantagioni brasiliane mise in ginocchio i produttori locali. Tra il 1641 ed il 1648 l'isola di São Tomé venne conquistata dagli olandesi, salvo poi ritornare sotto l'autorità portoghese. Nel 1753, a causa dei continui attacchi dei pirati, la capitale della colonia venne trasferita da São Tomé a Santo António, sull'isola del Principe. Un quarto di secolo più tardi, nel 1778, col trattato di El Pardo, Annobón fu ceduta alla Spagna, ma le tribù dell'isola (di etnia fang, come quelle di São Tomé e di Príncipe) si rivoltarono contro gli spagnoli, conquistando l'autonomia di fatto e ristabilendo i legami con i portoghesi di São Tomé. Agli albori del XIX secolo sulle due isole vennero piantate le prime colture di cacao e caffè: fu la svolta per il rilancio dell'agricoltura locale. Grazie infatti al clima ed al suolo particolarmente fertile, São Tomé e Príncipe divenne uno dei primi produttori mondiali di caffè. Alla fine dell'Ottocento la produzione agricola puntò sul cacao, che fece dell'arcipelago il primo produttore al mondo. Per sostenere la produttività, vennero realizzate su entrambe le isole una serie di grandi piantagioni, dette roças. In queste aziende agricole, di proprietà dell'aristocrazia portoghese e quella meticcia locale, venivano impiegati migliaia di schiavi importati dal Congo e dalle coste angolane. Nonostante l'abolizione della schiavitù nel 1875, le condizioni lavorative dei contadini che lavoravano nelle roças non videro nessun cambiamento. Nel 1953 i lavoratori della piantagione di Batepá vennero massacrati dalla polizia portoghese. Questo drammatico evento, unito al crescente processo di decolonizzazione che stava coinvolgendo tutto il continente, diede il via libera anche a São Tomé e Principe alla nascita di una coscienza patriottica e anti-colonialista.
Nel 1961 un piccolo movimento indipendentista locale, il Comitato per la liberazione di São Tomé e Príncipe, assieme a movimenti analoghi delle colonie portoghesi, si affiliò alla CONCP. Nel 1974, a seguito della Rivoluzione dei Garofani, iniziarono le prime trattative tra i rappresentanti del governo di Lisbona e gli indipendentisti, riorganizzatisi nel Movimento di liberazione di São Tomé e Príncipe/Partito Socialdemocratico (MLSTP/PSD). Il 12 luglio 1975 quella che fu una delle più antiche colonie portoghesi divenne indipendente col nome di Repubblica Democratica di São Tomé e Príncipe.

## Divisioni amministrative
Oltre alle due isole di São Tomé e Príncipe, il governatore locale aveva giurisdizione anche sul forte di São João Baptista de Ajudá, un fortino nel cuore della città di Ouidah, nell'attuale Benin. Retaggio dell'antico commercio di schiavi che aveva pesantemente afflitto la costa del Benin, questo forte venne occupato dalle truppe della Repubblica del Dahomey nell'agosto 1961. Il Portogallo riconobbe l'occupazione solamente nel 1975.
| Controllo di autorità | VIAF (EN) 223148814285645330005 |